# Чодрак-гомпа

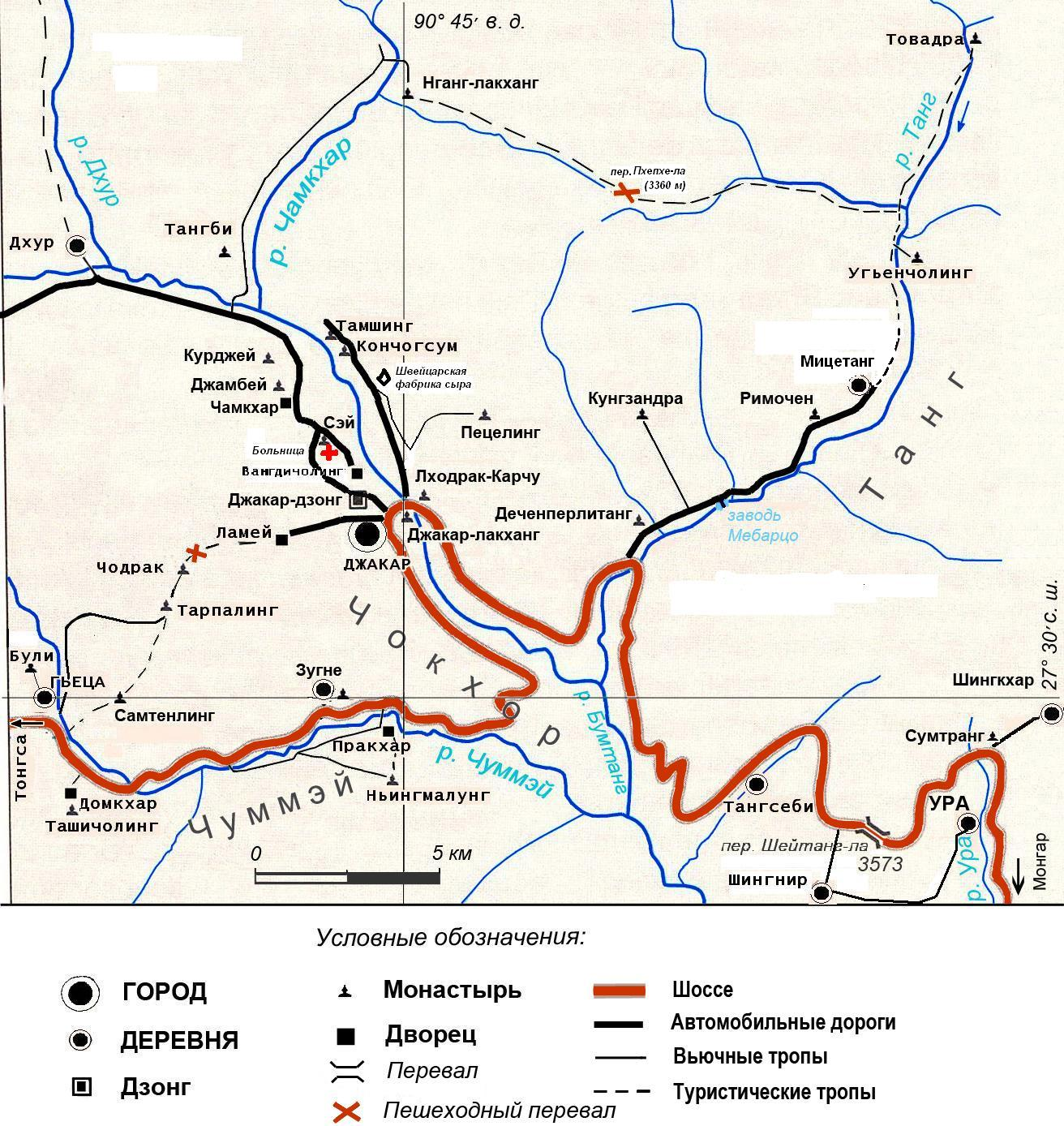
Карта центральной части Бумтанга

Чодрак-гомпа (дзонг-кэ ཆོས་གྲགས, вайли chos grags, лат. chogra)— монастырь школы Друкпа Кагью, находится на высоте 3800 м. Находится в гевоге Чуммэй в Бумтанге, в центральном Бутане. Монастырь расположен на горе над деревней Гьеца, к северу от дороги Тонгса — Джакар, над монастырём Тарпалинг-гомпа, от которого около часа подъёма пешком. . Монастырь основал Лорепа. Ещё дальше над монастырём находится пещера, в которой медитировали Падмасамбхава и Лонгченпа (сейчас там храм) 27°32′04″ с. ш. 90°41′19″ в. д., далее идёт перевал через скалу, за которым — лесная тропа в Ламей-гомпа.

## История
Тибетский лама Лорепа (1187—1250), принадлежащий школе Друкпа Кагью, основал этот монастырь в 1234 году, он посчитал благоприятным близость пещеры, где медитировал Падмасамбхава. Когда он вернулся в Тибет, храм быстро пришёл в упадок (по преданиям здесь поселились злые духи), и до XVIII века место перестало посещаться. Только в XVIII веке монастырь отремонтировал Нгаванг Тинлей.
Монастырь опекается монашеской общиной дзонга Тонгса.